# Vogelknöterich
Der Vogelknöterich (Polygonum aviculare) ist eine Pflanzenart aus der Familie der Knöterichgewächse (Polygonaceae). Er ist eine Sammelart mit mehreren Kleinarten.

## Beschreibung

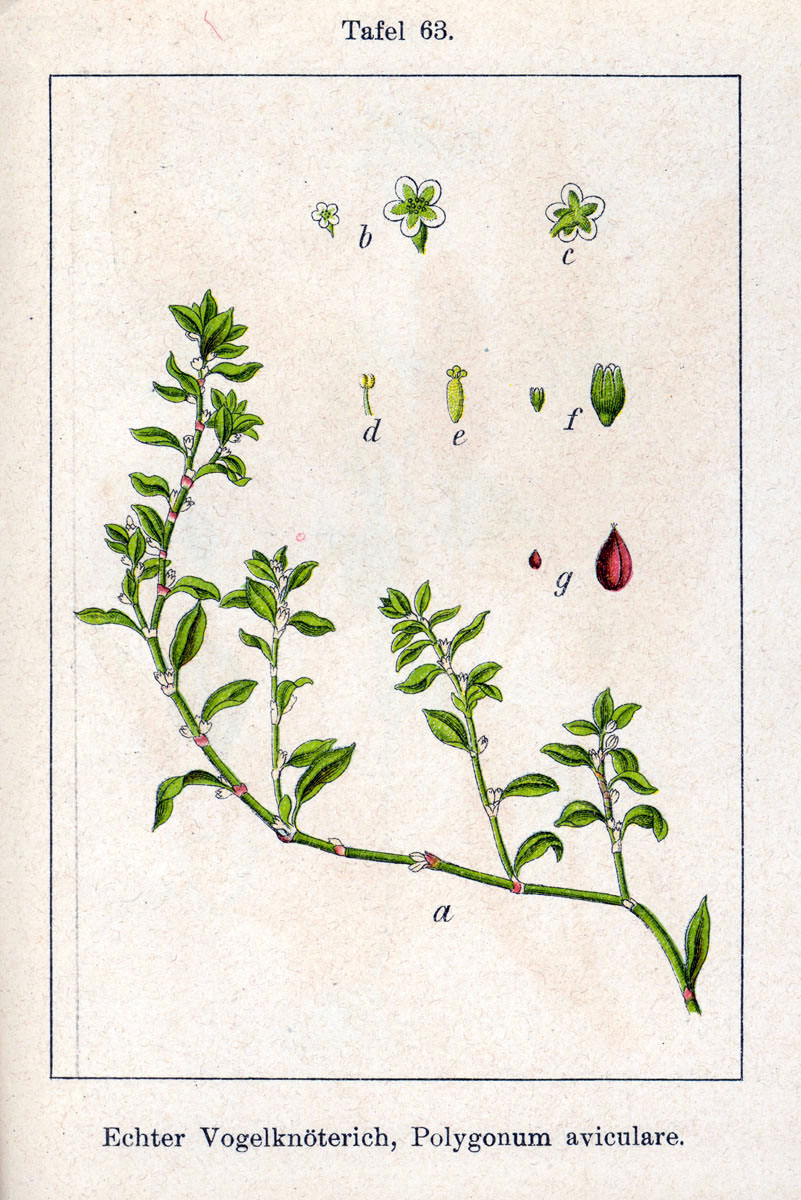
Illustration

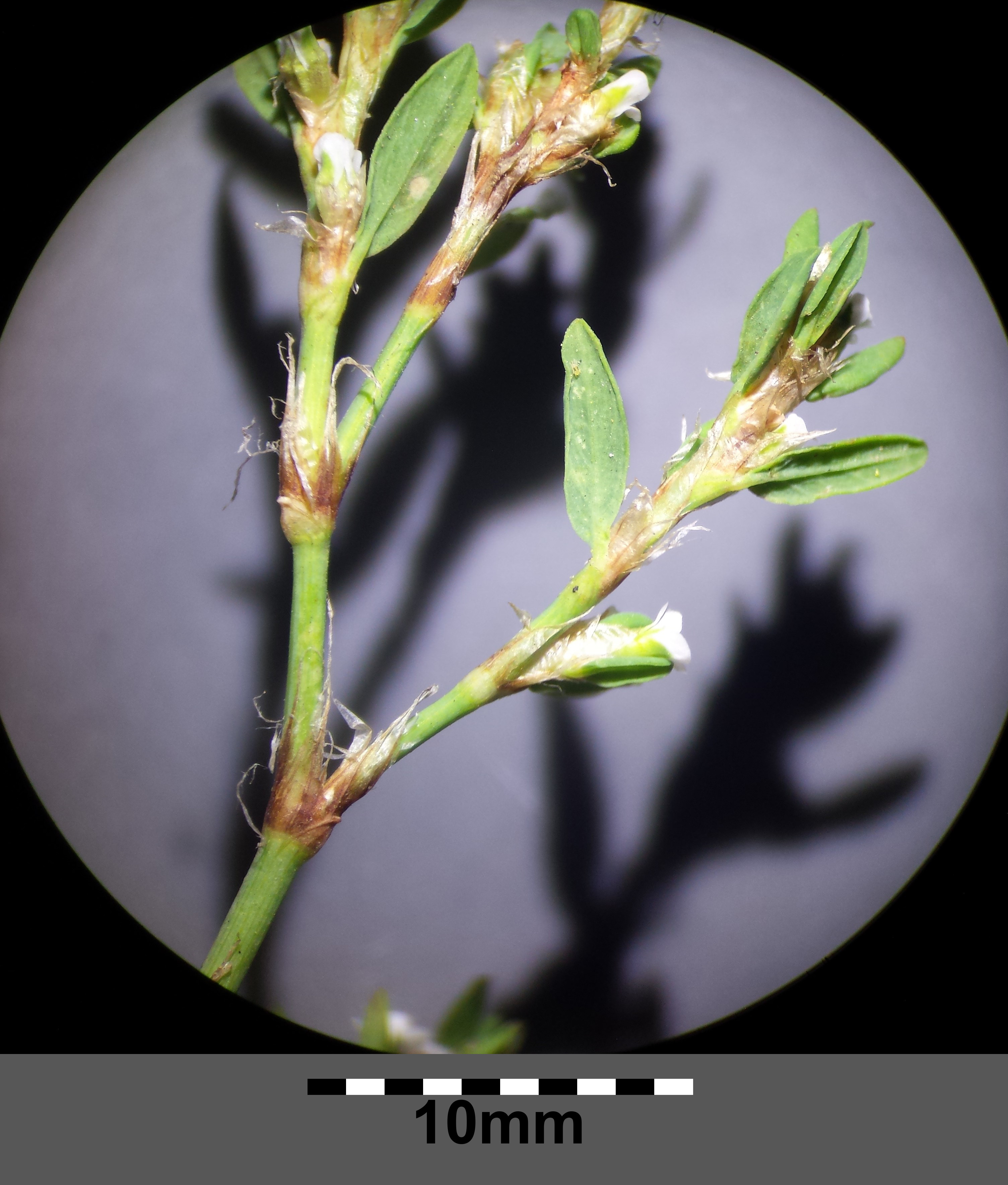
Stängel mit Laubblättern, zerschlitzten Nebenblattscheiden und Blüten von Polygonum aviculare subsp. depressum.

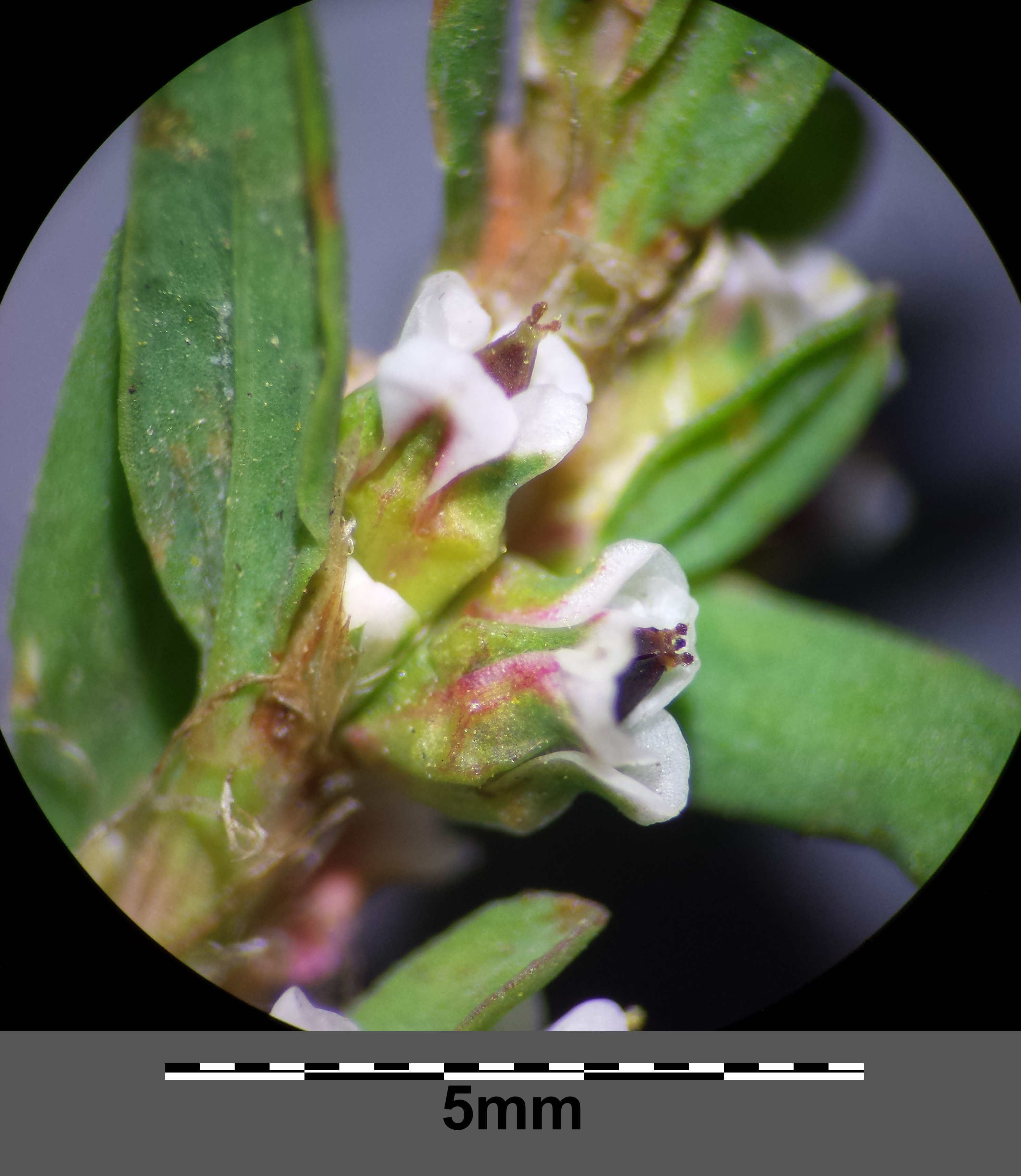
Blüten/Früchte von Polygonum aviculare subsp. depressum.

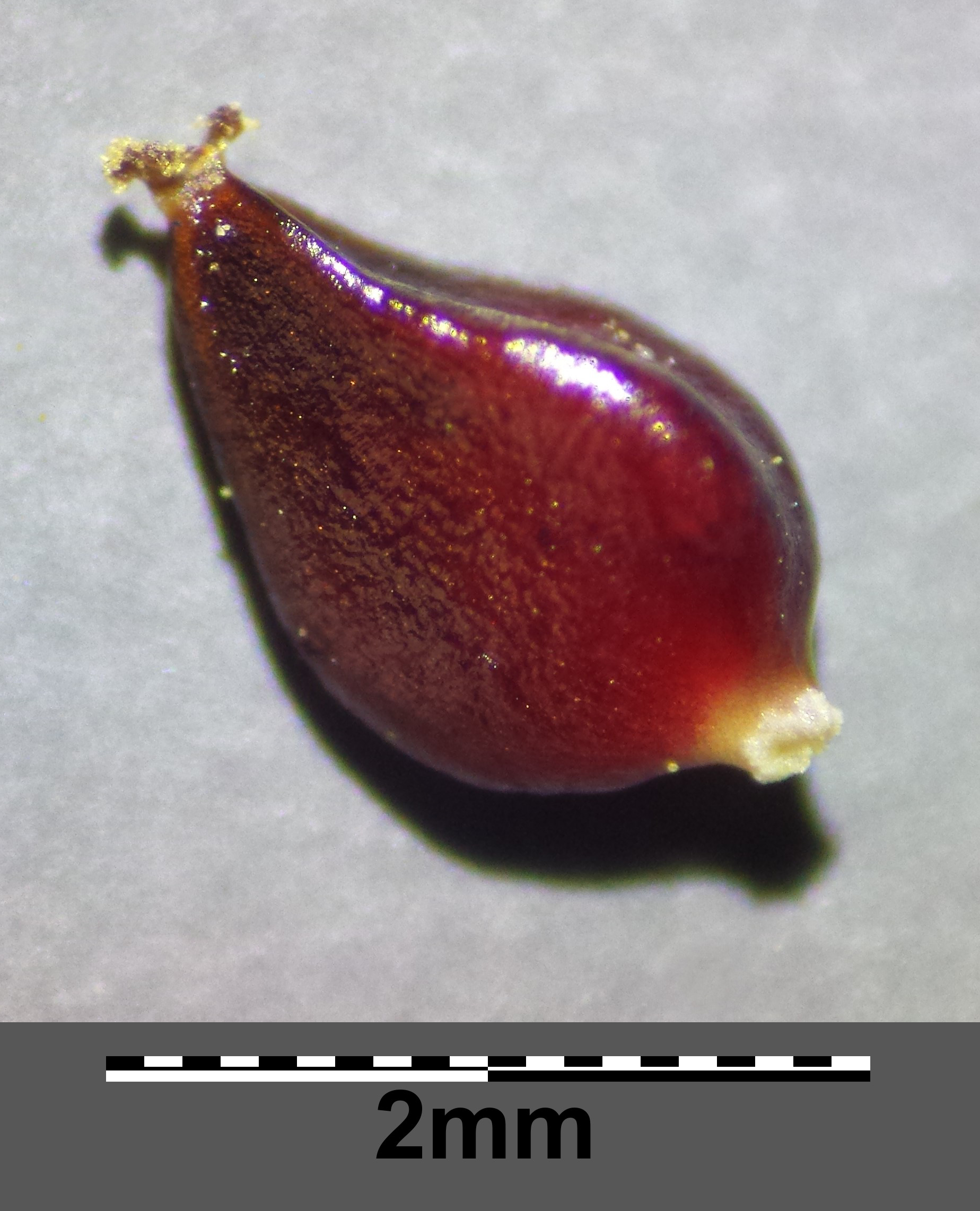
Frucht von Polygonum aviculare subsp. depressum.

Der Vogelknöterich ist eine einjährige, krautige Pflanze. Die Wurzeln reichen in 25 bis 80 Zentimeter Tiefe. Die meist niederliegenden, seltener aufrechten Stängel sind 5 bis 60 Zentimeter lang. Die Laubblätter sind elliptisch-lanzettlich und gras- bis blaugrün. Die zerschlitzte Ochrea ist kürzer als die Internodien, silbrig-durchscheinend, gegen den Grund oft bräunlich und besitzt höchstens sechs unverzweigte Blattadern.
Die Blütezeit reicht meist von Mai bis Oktober (April bis November). Die Blütenäste sind bis zur Spitze beblättert. Die Blüten sitzen einzeln oder zu zwei bis sechs in kleinen, blattachselständigen Gruppen. Die Blütenhülle aus meist fünf Blütenhüllblättern ist grünlich mit weißem, rosafarbenem oder rötlichem Rand. Die drei Griffel sind sehr kurz. Die Blüten sind geruchlos, bilden keinen Nektar und werden daher kaum von Insekten besucht. Der Vogelknöterich ist hauptsächlich autogam.
Die matt oder glänzenden, gerieften oder glatten Nussfrüchte sind meist 2 bis 3 Millimeter lang und meist kaum länger als die Blütenhülle.
Die Chromosomenzahl beträgt 2n = 40 oder 60.

## Verbreitung
Werner Rothmaler gibt die Verbreitung als circumpolar in der meridionalen und borealen Zone sowie in der australen Zone an. Erich Oberdorfer gibt sie als mediterran-eurasisch-nordisch, in den gemäßigten Zonen heute weltweit an. Der Vogelknöterich ist in Mitteleuropa sehr häufig. Er gedeiht von der Ebene bis ins Gebirge, in den Alpen bis in eine Höhenlage von 1200 Metern, im Schwarzwald bis 1360 Meter.
Der Vogelknöterich, früher auch Weggras und Proserpinata genannt, ist eine Pionierpflanze und wächst vor allem auf Wegen, Schutt, Gräben, Kiesplätzen, Trittstellen, Äckern. Er gedeiht auf trockenen bis mäßig trockenen, nährstoffreichen, humosen oder rohen Stein-, Sand- und Lehmböden. Er ist ein Stickstoffzeiger. Pflanzensoziologisch ist der Vogelknöterich typisch für den Verband Polygonion avicularis und die Klassen Polygono-Poetea (Annuelle Trittrasen), Secalietea (Getreideunkrautgesellschaften) und Chenopodietea (Hackunkraut- und Ruderalgesellschaften).
Der Vogelknöterich ist seit der Jungsteinzeit ein Kulturbegleiter.

## Ökologie
Der Vogelknöterich ist eine sommerannuelle Pflanze. Vegetative Vermehrung erfolgt durch wurzelnde Ausläufer. Der Vogelknöterich ist sehr trittresistent. Seine jungen Blätter führen nachts Schlafbewegungen aus, indem sie sich aufrecht stellen und aneinander legen.
Die Blüten sind unscheinbar und haben keinen Nektar. Blütenökologisch bilden sie einen Übergang zwischen „Glockenblumen“ und „Scheibenblumen“. Die Selbstbestäubung ist vorherrschend. Der Blühbeginn ist bereits in der 5. Woche nach der Keimung.
Die Ausbreitung erfolgt mittels Epizoochorie. Die Früchte breiten sich als Regenschwemmlinge und bei Trittausbreitung als Wasserhafter aus. Weiterhin erfolgt Bearbeitungsausbreitung durch Vögel, beispielsweise durch Sperlinge, und Zufallsausbreitung durch Huftiere. Die Fruchtreife beginnt ab Juli. Die langlebigen Samen sind Wärmekeimer. Die Samen bleiben bis zu 250 Jahre lang keimfähig.

## Nutzung
Der Vogelknöterich ist eine alte Vogelfutterpflanze.
Junge Stängel und Blätter werden seit langem als Gemüse verwendet.

### Pharmakologie
Als Droge dienen die zur Blütezeit gesammelten oberirdischen Pflanzenteile (Polygoni avicularis herba) des Vögelknöterichs (lateinisch früher poligonum genannt).
Wirkstoffe sind: Kieselsäure (zum Teil auch wasserlöslich), Gerbstoffe (Gallotannine und Catechingerbstoffe), Flavonoide, insbesondere Avicularin, Phenolcarbonsäuren und Schleimstoffe.
Heute wird die Heilpflanze noch gelegentlich als Tee bei Katarrhen der oberen Atemwege wegen ihrer (allerdings nur geringen) Auswurf fördernden Wirkung verwendet und ist in Teemischungen oder als Extrakt in entsprechenden Fertigpräparaten enthalten. Die auf den Gerbstoffgehalt zurückzuführenden adstringierenden Eigenschaften werden zum Spülen und Gurgeln bei leichteren Entzündungen im Mund- und Rachenraum, auch als äußerliche Anwendungen gegen Hautunreinheiten und zur Wundbehandlung genutzt.
Der Ausschuss für pflanzliche Arzneimittel (HMPC) der Europäischen Arzneimittel-Agentur (EMA) bestätigt in seiner Monographie Polygonum aviculare die traditionelle Anwendung bei den Indikationen Erkältung (Teeaufguss), leichte Entzündungen in Mund und Rachen (Tee zum Gurgeln) und zur Durchspülungsbehandlung bei leichten Harnblasen-Beschwerden (Abkochung).

## Systematik
Erich Oberdorfer unterscheidet 2001 innerhalb der Artengruppe Polygonum aviculare agg. für Deutschland folgenden Kleinarten:
- Polygonum calcatum Lindman: Sie ist eine Charakterart des Polygonetum calcati.[1] Die Chromosomenzahl beträgt 2n = 40.[1]
- Polygonum microspermum Jordan ex Boreau: Sie ist eine Charakterart des Verbands Polygonion avicularis.[1]
- Polygonum aequale Lindman: Sie ist eine Charakterart des Lolio-Polygonetum arenastri.[1] Die Chromosomenzahl beträgt 2n = 40.[1]
- Polygonum monspeliense Thiéb.-Bern. ex Pers.: Sie kommt vor allem in Gesellschaften der Klasse Chenopodietea, seltener des Verbands Bidention vor.[1] Die Chromosomenzahl beträgt 2n = 60, seltener 40.[1]
- Polygonum heterophyllum Lindman: Die Chromosomenzahl beträgt 2n = 60.[1]
  - Polygonum heterophyllum subsp. virgatum (Asch. & Graebn.) Scholz: Sie kommt vor allem in Gesellschaften der Ordnung Cakiletalia vor.[1]
- Polygonum rurivagum Jordan ex Boreau: Sie kommt vor allem in Gesellschaften der Ordnung Polygono-Chenopodietalia und der Klasse Secalietea, aber auch des Verbands Polygonion avicularis vor.[1]

Johannes Walter unterscheidet 2005 für Österreich folgende Unterarten:
- Polygonum aviculare subsp. depressum (Meisn.) Arcang. (= Polygonum arenastrum Boreau)
- Polygonum aviculare subsp. rurivagum (Jord. ex Boreau) Berher
- Polygonum aviculare subsp. neglectum (Besser) Arcang.
- Polygonum aviculare subsp. aviculare

Rolf Wißkirchen gliedert 2021 die für Deutschland relevanten Sippen der Artengruppe Polygonum aviculare agg. in zwei Arten mit zusammen fünf Unterarten:
- Polygonum aviculare L.
  - Polygonum aviculare subsp. aviculare (= Polygonum monspeliense Pers.)
  - Polygonum aviculare subsp. rurivagum (Boreau) Berher (mehrere Synonyme)
- Polygonum arenastrum Boreau (= Polygonum depressum auct.)
  - Polygonum arenastrum subsp. arenastrum
  - Polygonum arenastrum subsp. calcatum (Lindm.) Wisskirchen
  - Polygonum arenastrum subsp. microspermum (Boreau) H. Scholz

## Geschichte
Als Vogelknöterich deuteten spätere Botaniker eine Pflanze, die von Dioscorides „männliches polygonon“ und von Plinius „polygonum“ und (wie später auch das Hirtentäschelkraut) sanguinaria, poligonia, lingua passerina sowie centum nodia („100 Knoten“ in Bezug auf die Internodien) genannt wurde. Beide schrieben dieser Pflanze stopfende und kühlende Kraft zu. Sie sollte Blutungen stillen, die Harnausscheidung anregen, Wechselfieber heilen sowie gegen Durchfall und Harnzwang wirken. Äußerlich angewendet sollte sie sich zur Behandlung von Eiterfluss aus den Ohren, von Augenerkrankungen und von hitzigen Hautveränderungen eignen. Eingeleitet durch das wahrscheinlich im 4. Jahrhundert entstandene Kräuterbuch Pseudo-Apuleius wurden diese Indikationen in die Nordeuropäische Pflanzenheilkunde übernommen. Dabei wurde insbesondere die Wirkung des Vogelknöterichs als Blutstillungsmittel hervorgehoben.

### Historische Abbildungen

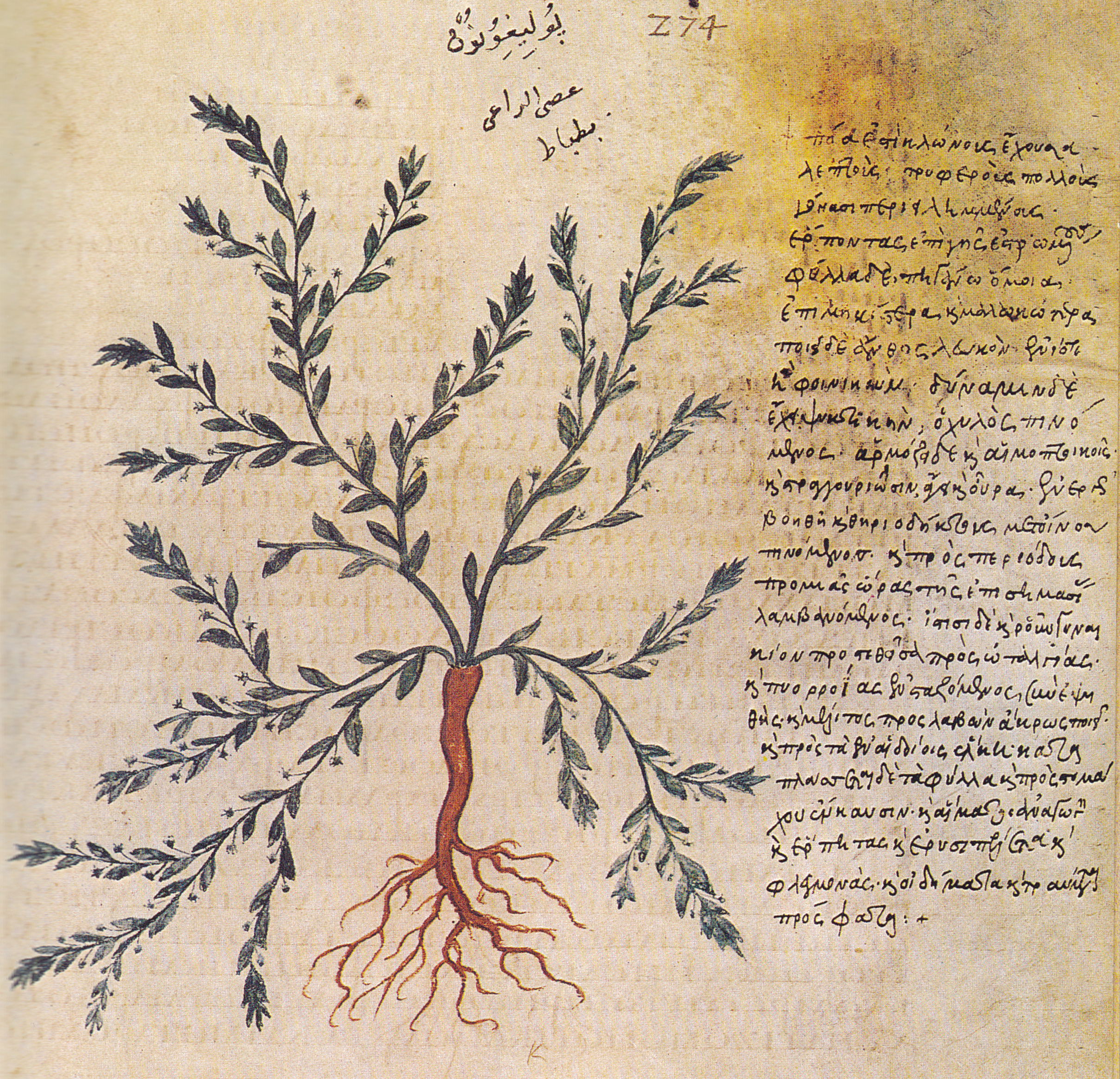
Wiener Dioskurides ..... 6. Jahrhundert
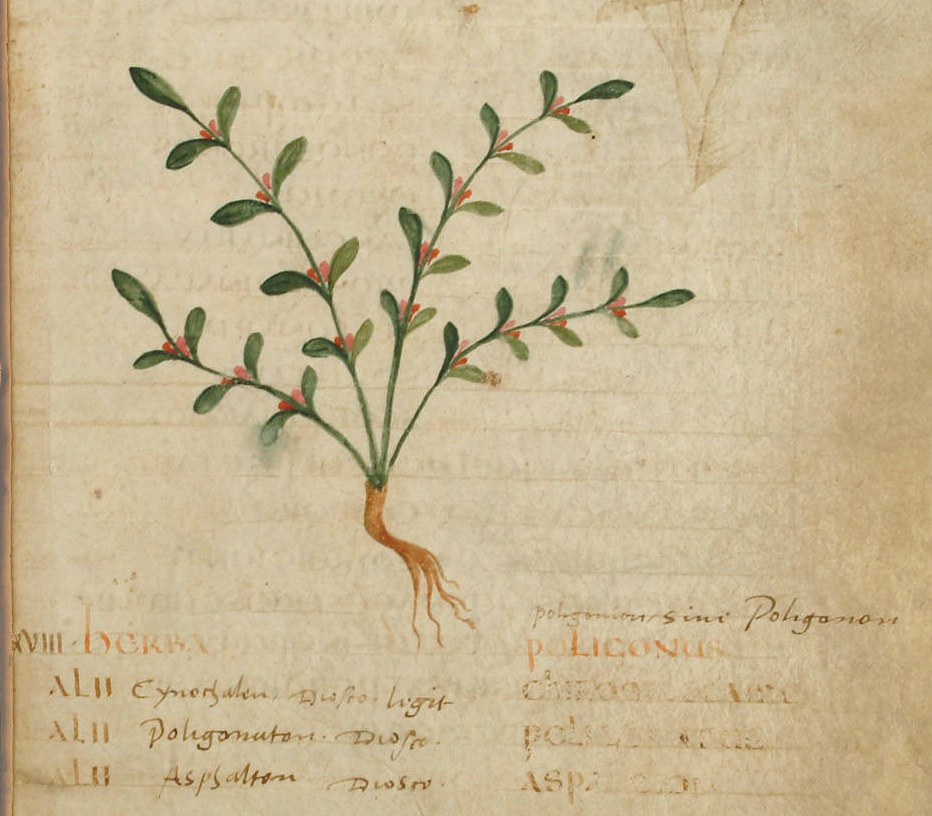
Pseudo-Apuleius.......... 6. Jahrhundert
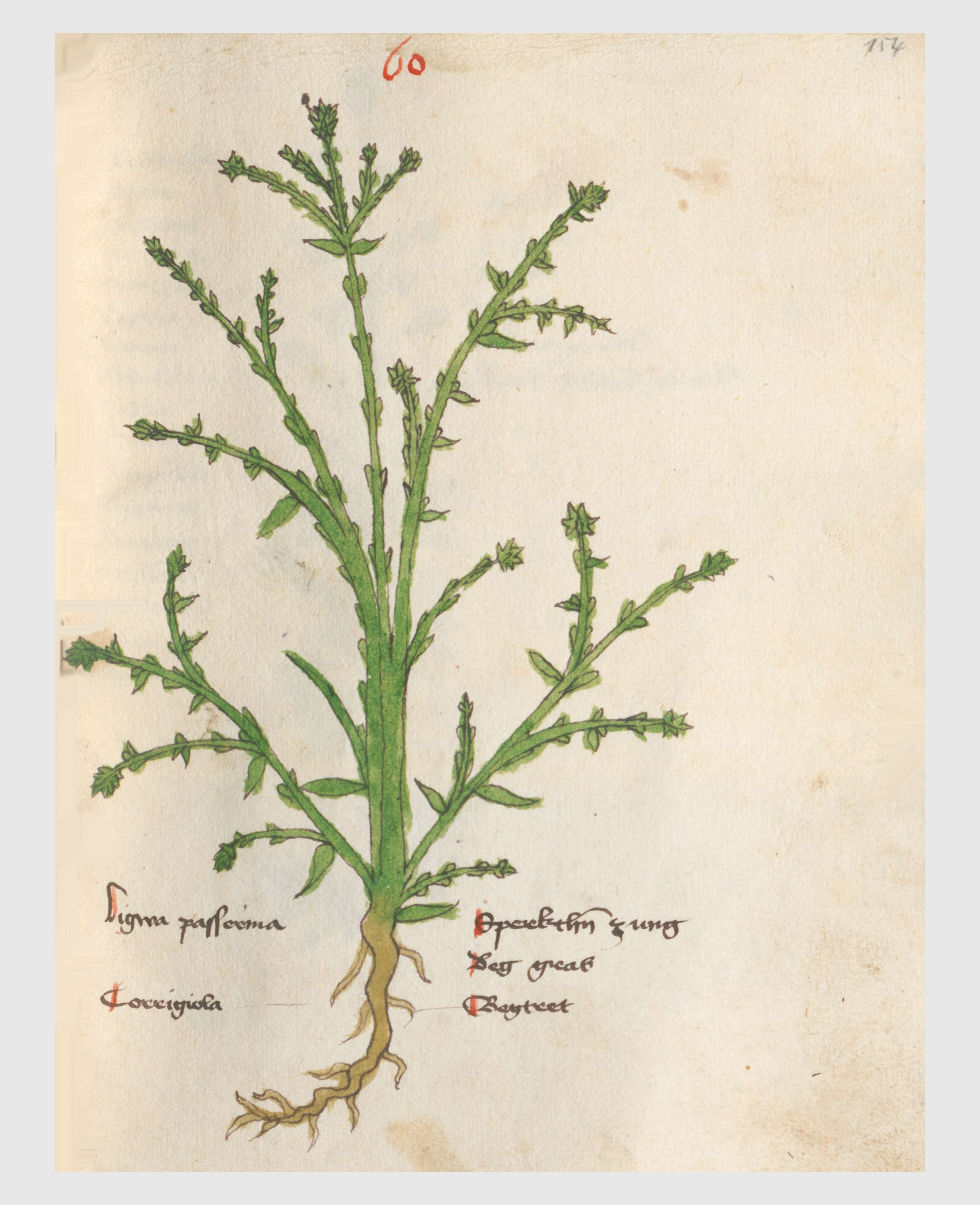
Vitus Auslasser 1479
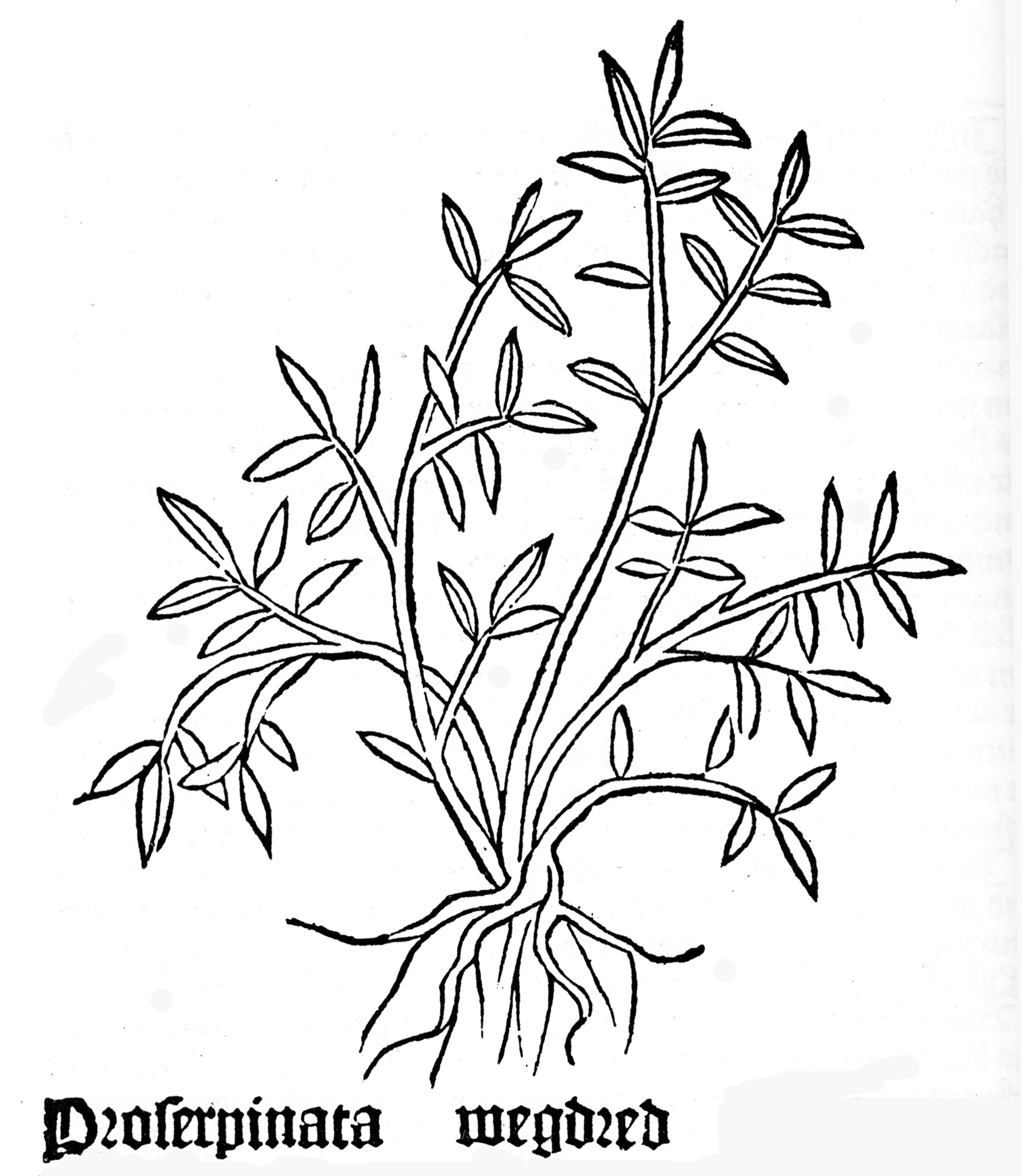
Gart der Gesundheit 1485
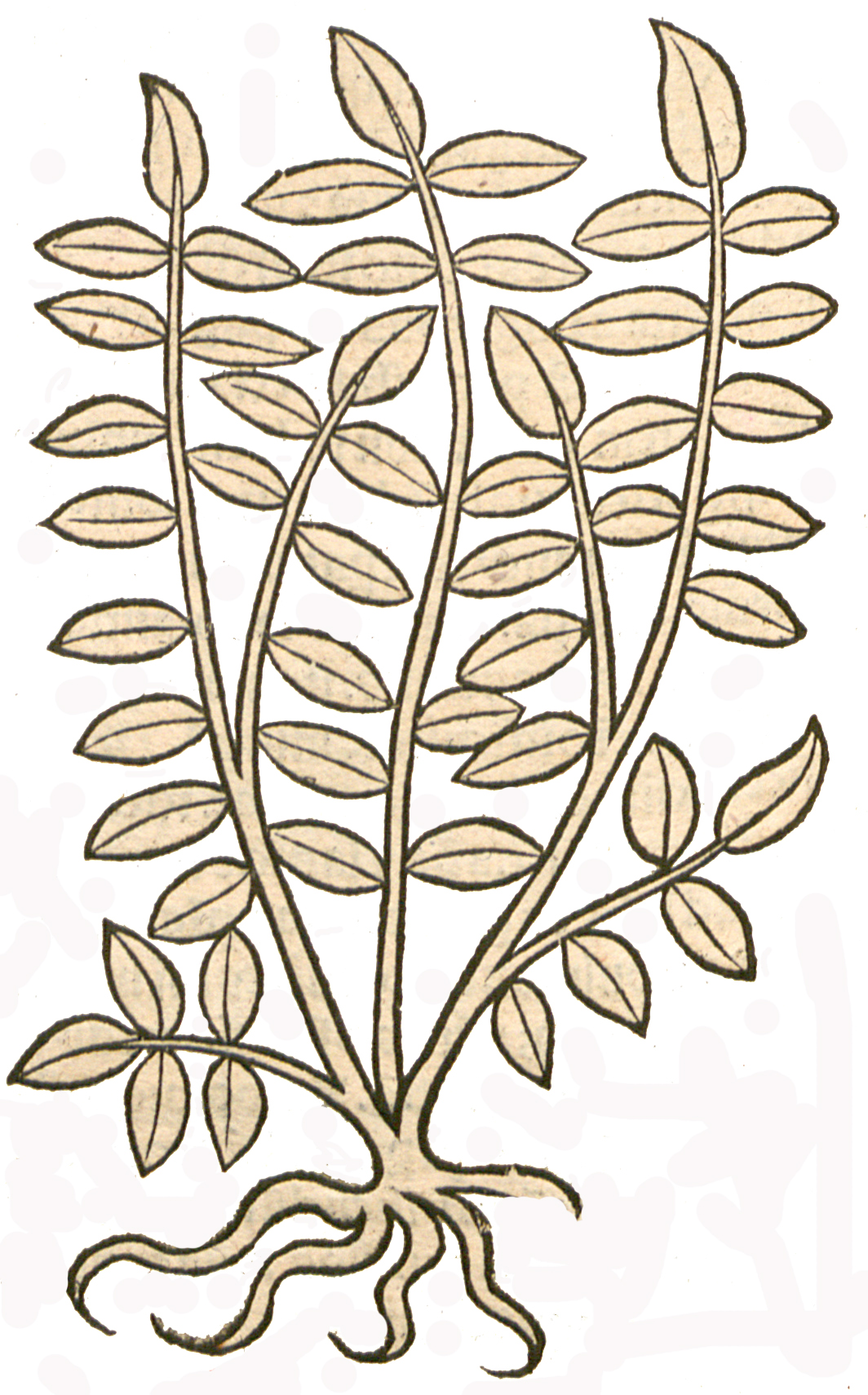
Hortus sanitatis....... 1491
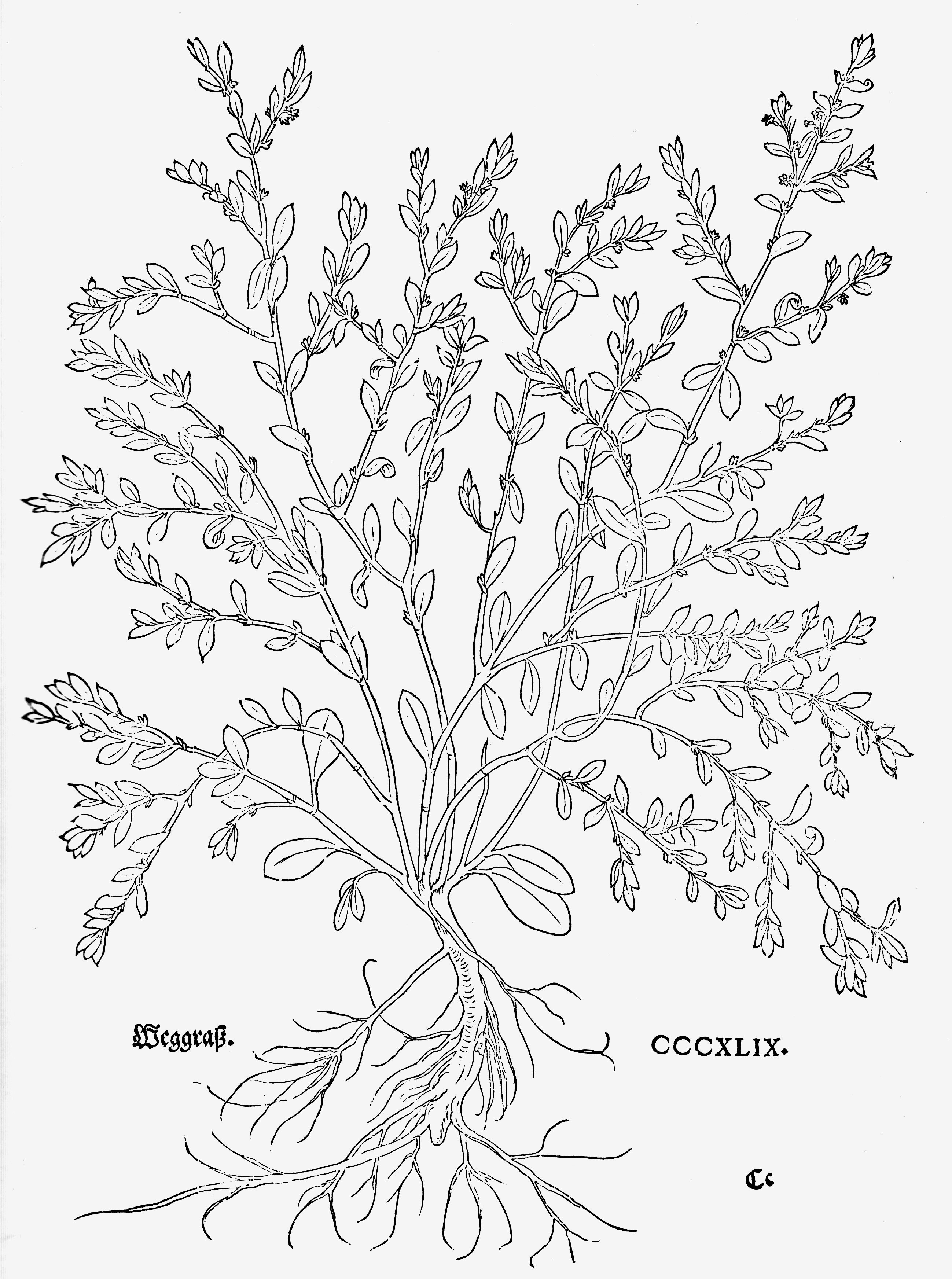
Leonhart Fuchs 1543
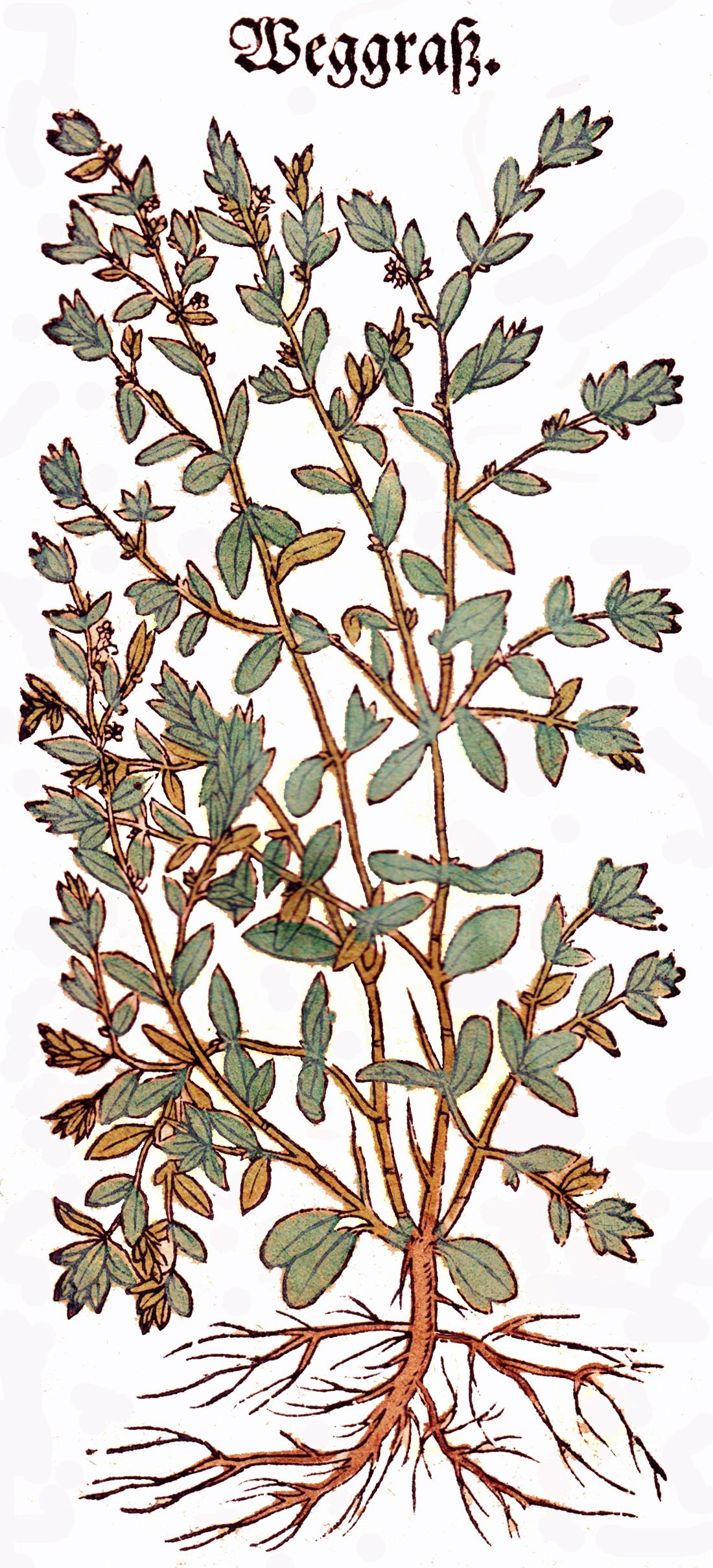
Hieronymus Bock 1546